# Delfín Álvarez Yáñez
Delfín Álvarez Yáñez (A Veiga, 14 de setembre de 1936 - Madrid, 29 d'agost de 2015) fou un futbolista espanyol de la dècada de 1960 i posterior entrenador.

## Trajectòria
Debutà al màxim nivell al club veneçolà Banco Obrero FC, on s'havia traslladat a l'edat de 15 anys. El 1956 passà al filial del Reial Madrid, l'AD Plus Ultra; on debutà a la segona divisió el 15 de setembre de 1957. L'any 1960 fitxà pel Granada CF a primera divisió. Baixà a segona, i un any més tard, el 1962, fitxà pel Reial Múrcia CF, club amb el qual assolí un ascens a primera categoria. Va jugar una temporada al RCD Espanyol, la 1965-66, en la qual disputà la Copa de Fires. Acabà la seva carrera al Pontevedra CF, on jugà dues temporades a primera.
Com a entrenador va dirigir diversos clubs als anys vuitanta, com el CD Badajoz, Racing de Ferrol, Pontevedra CF, CD Guadalajara, CD Logroñés, Elx CF, Racing de Santander i UE Alzira. A primera divisió fou breument entrenador del Celta de Vigo la temporada 1989-90. Durant els anys noranta fou entrenador del CD Ourense, Xerez CD, Atlético Marbella i novament Elx, Guadalajara i Pontevedra.